# Llista de topònims de Vilamòs
Llista de topònims (noms propis de lloc) del municipi de Vilamòs, a la Val d'Aran
Informació actualitzada per un bot. Els canvis manuals es perdran quan s'actualitzi!

## borda
| imatge | Nom                   | Ubicat a | instància de | Detalls | coordenades                                                          | Protecció | Commons (més fotos) | Dades a WD                    |
| ------ | --------------------- | -------- | ------------ | ------- | -------------------------------------------------------------------- | --------- | ------------------- | ----------------------------- |
|        | Cabanes dera Montanha | Vilamòs  | borda        |         | 42° 43′ 47″ N, 0° 41′ 07″ E / 42.729705408556°N,0.68536005715718°E   |           |                     | Modifica les dades a Wikidata |
|        | Cabanetes deth Vaquèr | Vilamòs  | borda        |         | 42° 44′ 35″ N, 0° 41′ 09″ E / 42.7430742643269°N,0.685919531115975°E |           |                     | Modifica les dades a Wikidata |

## casa
| imatge | Nom                     | Ubicat a | instància de                   | Detalls                                  | coordenades                                                                        | Protecció                                  | Commons (més fotos)         | Dades a WD                    |
| ------ | ----------------------- | -------- | ------------------------------ | ---------------------------------------- | ---------------------------------------------------------------------------------- | ------------------------------------------ | --------------------------- | ----------------------------- |
|        | Çò des de Guilhem       | Vilamòs  | casa Ús: habitatge unifamiliar | Estil: arquitectura popular 19th century | 42° 44′ 52″ N, 0° 43′ 32″ E / 42.747643°N,0.725592°E oc:C. St. Miquèu, 4 1249 msnm | bé integrant del patrimoni cultural català | Çò des de Guilhem           | Modifica les dades a Wikidata |
|        | Çò des de Jacinto       | Vilamòs  | casa                           | Estil: arquitectura popular 19th century | 42° 44′ 52″ N, 0° 43′ 33″ E / 42.747704°N,0.725761°E ca:C. St. Miquèu, 6           | bé integrant del patrimoni cultural català | Çò des de Jacinto           | Modifica les dades a Wikidata |
|        | Çò des de Joan de Jaume | Vilamòs  | casa                           | Estil: arquitectura popular 19th century | 42° 44′ 52″ N, 0° 43′ 34″ E / 42.747811°N,0.726124°E ca:C. Major, 7                | bé integrant del patrimoni cultural català | Çò des de Joan de Jaume     | Modifica les dades a Wikidata |
|        | Çò des de Joanchiquet   | Vilamòs  | casa                           | Estil: arquitectura popular              | 42° 44′ 53″ N, 0° 43′ 33″ E / 42.748°N,0.725716°E                                  | bé integrant del patrimoni cultural català | Casa Joanchiquet de Vilamòs | Modifica les dades a Wikidata |
|        | Çò deth Ignasi          | Vilamòs  | casa                           | Estil: arquitectura popular 19th century | 42° 44′ 50″ N, 0° 43′ 37″ E / 42.74734°N,0.726816°E ca:C. Major, 7                 | bé integrant del patrimoni cultural català | Çò deth Ignasi              | Modifica les dades a Wikidata |

## edifici
| imatge | Nom                 | Ubicat a | instància de | Detalls                     | coordenades                                                          | Protecció                   | Commons (més fotos) | Dades a WD                    |
| ------ | ------------------- | -------- | ------------ | --------------------------- | -------------------------------------------------------------------- | --------------------------- | ------------------- | ----------------------------- |
|        | Cramba de Varradòs  | Vilamòs  | edifici      |                             | 42° 45′ 03″ N, 0° 44′ 25″ E / 42.7508675759168°N,0.740210189123062°E |                             | Salt de Varradòs    | Modifica les dades a Wikidata |
|        | Ferrador de Vilamòs | Vilamòs  | edifici      | Estil: arquitectura popular | 42° 44′ 51″ N, 0° 43′ 40″ E / 42.747598°N,0.727644°E oc:C. Major, 2  | bé cultural d'interès local |                     | Modifica les dades a Wikidata |

## entitat singular de població
| imatge | Nom         | Ubicat a | instància de                                   | Detalls | coordenades                                                        | Protecció | Commons (més fotos) | Dades a WD                    |
| ------ | ----------- | -------- | ---------------------------------------------- | ------- | ------------------------------------------------------------------ | --------- | ------------------- | ----------------------------- |
|        | Era Bordeta | Vilamòs  | entitat singular de població                   | 23 hab  | 42° 44′ 58″ N, 0° 42′ 00″ E / 42.74952953°N,0.70010847°E 774 msnm  |           |                     | Modifica les dades a Wikidata |
|        | Vilamòs     | Vilamòs  | entitat singular de població capital municipal | 153 hab | 42° 44′ 51″ N, 0° 43′ 37″ E / 42.74739884°N,0.72689507°E 1256 msnm |           |                     | Modifica les dades a Wikidata |

## església
| imatge | Nom                    | Ubicat a | instància de    | Detalls                                                               | coordenades                                       | Protecció                                  | Commons (més fotos)              | Dades a WD                    |
| ------ | ---------------------- | -------- | --------------- | --------------------------------------------------------------------- | ------------------------------------------------- | ------------------------------------------ | -------------------------------- | ----------------------------- |
|        | Sant Miquel de Vilamòs | Vilamòs  | església ermita | Estil: arquitectura romànica                                          | 42° 44′ 46″ N, 0° 44′ 19″ E / 42.746°N,0.738586°E | bé integrant del patrimoni cultural català |                                  | Modifica les dades a Wikidata |
|        | Santa Maria de Vilamòs | Vilamòs  | església        | Estil: arquitectura romànica arquitectura gòtica arquitectura barroca | 42° 44′ 51″ N, 0° 43′ 36″ E / 42.7476°N,0.72671°E | bé integrant del patrimoni cultural català | Glèisa de Santa Maria de Vilamòs | Modifica les dades a Wikidata |

## llac glacial
| imatge | Nom                     | Ubicat a | instància de | Detalls | coordenades                                                          | Protecció | Commons (més fotos) | Dades a WD                    |
| ------ | ----------------------- | -------- | ------------ | ------- | -------------------------------------------------------------------- | --------- | ------------------- | ----------------------------- |
|        | estanh Long de Vilamòs  | Vilamòs  | llac glacial |         | 42° 46′ 41″ N, 0° 45′ 38″ E / 42.778026655208°N,0.76057064954404°E   |           |                     | Modifica les dades a Wikidata |
|        | estanh Redon de Vilamòs | Vilamòs  | llac glacial |         | 42° 46′ 51″ N, 0° 45′ 46″ E / 42.780773971514°N,0.76291648252376°E   |           |                     | Modifica les dades a Wikidata |
|        | estanh d'Uishèra        | Vilamòs  | llac glacial |         | 42° 45′ 40″ N, 0° 44′ 40″ E / 42.7612441064777°N,0.744464585829855°E |           |                     | Modifica les dades a Wikidata |

## muntanya
| imatge | Nom                      | Ubicat a                              | instància de | Detalls | coordenades                                                              | Protecció | Commons (més fotos) | Dades a WD                    |
| ------ | ------------------------ | ------------------------------------- | ------------ | ------- | ------------------------------------------------------------------------ | --------- | ------------------- | ----------------------------- |
|        | Malh de Santa Bàrbara    | Vilamòs                               | muntanya     |         | 42° 44′ 44″ N, 0° 43′ 32″ E / 42.7455°N,0.725428°E 1224.7 msnm           |           |                     | Modifica les dades a Wikidata |
|        | Montanha d'Uishèra       | Vilamòs Arres                         | muntanya     |         | 42° 45′ 56″ N, 0° 43′ 58″ E / 42.765611°N,0.732791°E 2339 msnm           |           | Montanha d'Uishèra  | Modifica les dades a Wikidata |
|        | Montlude                 | Vilamòs Les                           | muntanya     |         | 42° 47′ 07″ N, 0° 45′ 31″ E / 42.7852609493°N,0.758715323462°E 2518 msnm |           | Montlude            | Modifica les dades a Wikidata |
|        | Ròca dera Entecada       | Vilamòs Es Bòrdes                     | muntanya     |         | 42° 43′ 23″ N, 0° 41′ 06″ E / 42.72315278°N,0.68511306°E 2191 msnm       |           |                     | Modifica les dades a Wikidata |
|        | Tuc de Poilanèr          | Vilamòs Es Bòrdes Banhèras de Luishon | muntanya     |         | 42° 43′ 24″ N, 0° 40′ 49″ E / 42.72323333°N,0.68015°E 2221 msnm          |           | Tuc de Poilanèr     | Modifica les dades a Wikidata |
|        | Tuc de Sacauva (Vilamòs) | Vilamòs                               | muntanya     |         | 42° 45′ 57″ N, 0° 44′ 25″ E / 42.76574444°N,0.74040556°E 2285.6 msnm     |           |                     | Modifica les dades a Wikidata |

## serra
| imatge | Nom                        | Ubicat a            | instància de | Detalls | coordenades                                                          | Protecció | Commons (més fotos) | Dades a WD                    |
| ------ | -------------------------- | ------------------- | ------------ | ------- | -------------------------------------------------------------------- | --------- | ------------------- | ----------------------------- |
|        | sèrra baisha deth Montlude | Bossòst Vilamòs     | serra        |         | 42° 46′ 55″ N, 0° 45′ 24″ E / 42.78201111°N,0.75667778°E 2518.6 msnm |           |                     | Modifica les dades a Wikidata |
|        | sèrra deth Montlude        | Bossòst Les Vilamòs | serra        |         | 42° 47′ 15″ N, 0° 44′ 35″ E / 42.787416°N,0.74292°E 2518.6 msnm      |           |                     | Modifica les dades a Wikidata |

## Misc
| imatge | Nom                     | Ubicat a                             | instància de                            | Detalls                                                       | coordenades                                                                                       | Protecció                                  | Commons (més fotos)      | Dades a WD                    |
| ------ | ----------------------- | ------------------------------------ | --------------------------------------- | ------------------------------------------------------------- | ------------------------------------------------------------------------------------------------- | ------------------------------------------ | ------------------------ | ----------------------------- |
|        | Casa dera Vila          | Vilamòs                              | casa consistorial Ús: casa consistorial | Estil: arquitectura popular                                   | 42° 44′ 51″ N, 0° 43′ 37″ E / 42.7475°N,0.72694444444444°E ca:Carrer Major, 4 oc:Carrèr Major, 4  | bé integrant del patrimoni cultural català | Casa dera Vila (Vilamòs) | Modifica les dades a Wikidata |
|        | Garona                  | Occitània Vall d'Aran Nova Aquitània | riu                                     | Desemboca: estuari de la Gironda Llarg: 647km Conca: 56000km² | 42° 37′ 04″ N, 0° 58′ 08″ E / 42.6178°N,0.9689°E 45° 02′ 19″ N, 0° 36′ 40″ O / 45.0386°N,0.6111°O |                                            | Garonne                  | Modifica les dades a Wikidata |
|        | La Bordeta              | Vilamòs                              | caseria                                 | Estil: arquitectura popular                                   | 42° 45′ 09″ N, 0° 41′ 48″ E / 42.75247°N,0.69655°E                                                | bé integrant del patrimoni cultural català |                          | Modifica les dades a Wikidata |
|        | Lauadèr de Vilamòs      | Vilamòs                              | safareig font                           | Estil: arquitectura popular 18th century                      | 42° 44′ 53″ N, 0° 43′ 34″ E / 42.748168°N,0.725995°E oc:C. dera Hònt                              | bé cultural d'interès local                | Era Hònt de Vilamòs      | Modifica les dades a Wikidata |
|        | Pònt d'Arró             | Vilamòs                              | pont                                    | Travessa: Garona                                              | 42° 44′ 32″ N, 0° 42′ 29″ E / 42.7421065878596°N,0.708092589801222°E                              |                                            |                          | Modifica les dades a Wikidata |
|        | forn de calç de Vilamòs | Vilamòs                              | forn de calç                            |                                                               | 42° 44′ 47″ N, 0° 43′ 41″ E / 42.746524°N,0.72816°E                                               |                                            | Forn de calç de Vilamòs  | Modifica les dades a Wikidata |